# Юлдаш (радіостанція)
Радіо Юлдаш (башк. Юлдаш радиоhы) — цілодобова радіостанція Республіки Башкортостан башкирською мовою, в ефірі якої звучать музичні, розважальні та інформаційні програми. Кожного дня ведуться вітальні передачі татарською мовою.
Створена 25 вересня 2000. Ефірне мовлення ведеться на всій території Республіки Башкортостан і на суміжних територіях. Супутникове мовлення здійснюється через супутники Intelsat 15 і Horizons 2 в FTA-режимі і в пакетах «Континент ТВ» і «Телекарта».